# Лигурийская академия изящных искусств
Лигурийская академия изящных искусств (итал. Accademia Ligustica di Belle Arti) — художественная академия, основанная Джованни Франческо Дориа в 1751 году в Генуе (Лигурия, северо-западная Италия). Ранее в собственном Палаццо Дориа коллекционер и меценат Джованни Карло Дориа основал Академию Рисования обнажённой натуры (Accademia del Nudo). Современная академия бъединяет функции художественной школы и музея. В Музее можно увидеть произведения итальянской живописи XIV—XIX веков.
Прилагательное «ligustica» происходит от названия региона Лигурии и от прозвания племени лигурийцев в древности (Lygies). Здание академии расположено на центральной площади города Пьяцца-де-Феррари (Рiazza De Ferrari) рядом со знаменитым театром Карло Феличе. Построено на месте снесённого монастыря Сан-Доменико по проекту архитектора Карло Барабино (1826—1831).
В Лигурийской академии преподавали известные итальянские художники: Чезаре Виацци, Джаннетто Фиески, Марио Кьянезе, Чезаре Виель, фотограф Фредрик Кларк и художник-неоэкспрессионист Роберто Мерани.
Среди самых известных выпускников Академии: Ванесса Бикрофт, Джорджо Маттео Айкарди, архитектор Карло Барабино.

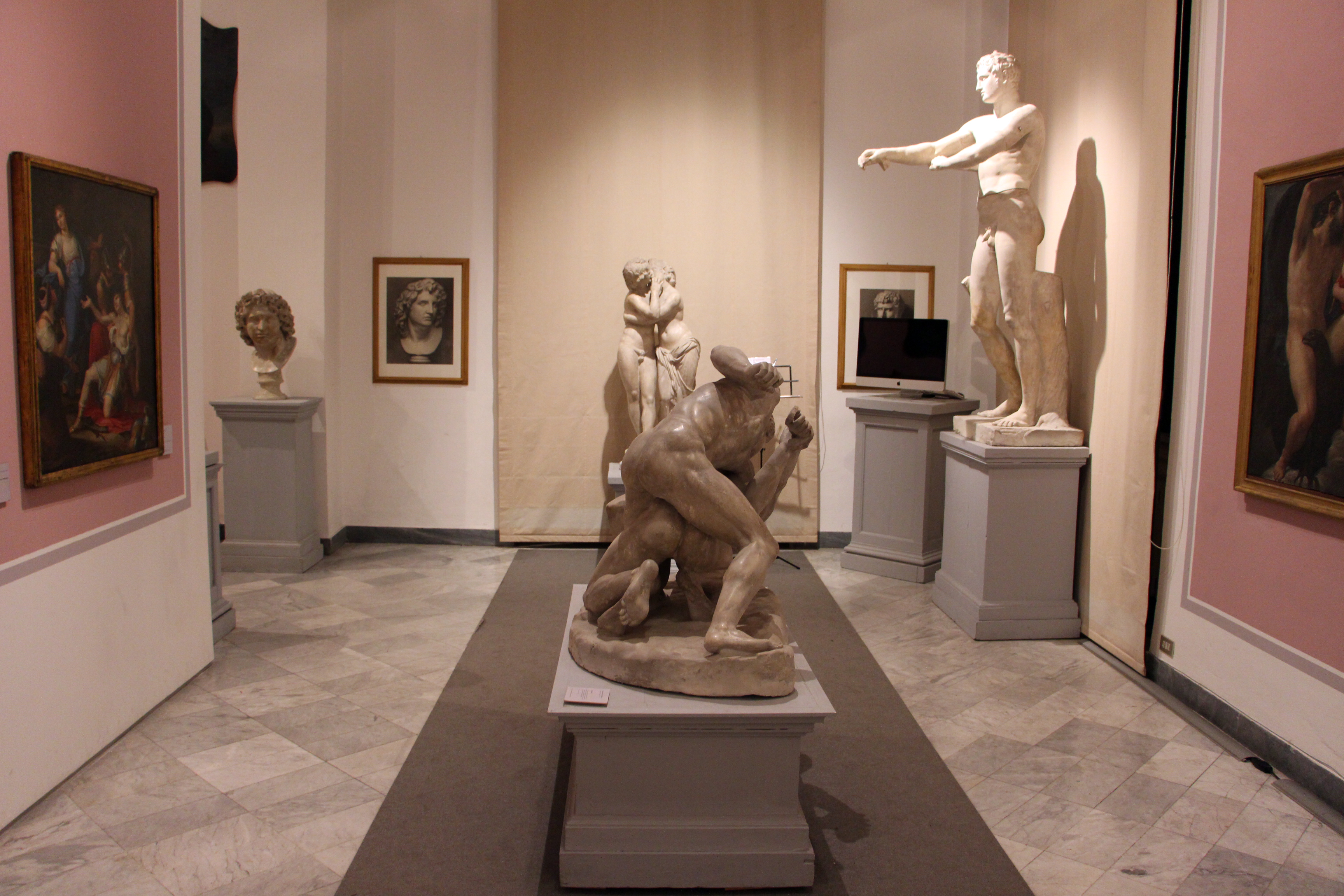
Один из залов музея

В академии есть музей, в экспозиции которого имеются произведения Перино дель Вага, Луки Камбьязо, Франческо д’Оберто, Николо да Вольтри, Донато де Барди, Николо Корсо, Манфредино Босилио, Антонио Семино. Среди художников XVII и XVIII веков представлены: Бернардо Строцци, Джованни Баттиста Паджи, Лучано Борцоне, Джованни Андреа Ансальдо, Доменико Фьязелла, Джоаккино Ассерето, Джованни Андреа Де Феррари, Джованни Бенедетто Кастильоне, Синибальдо Скорца, Орацио Де Феррари, Валерио Кастелло, Доменико Пиола.
В разделе искусства XIX века представлены Джиберто Борромео Арезе, Таммар Луксоро, Эрнесто Райпер, Альфредо д’Андраде, Серафин Авендано, Луиджи Бечи, Серафино Де Тиволи, Джузеппе Аббати, Винченцо Кабьянка, Доменико Морелли, Чезаре Виацци, Николо Барабино.
В дополнение к картинам имеются скульптуры, слепки, рисунки, гравюры, изделия из керамики. Многие произведения находятся в запасниках музея.